# Cerro de las Cuentas
Cerro de las Cuentas est une ville de l'Uruguay située dans le département de Cerro Largo. Sa population est de 241 habitants.

## Géographie
Cerro de las Cuentas est située dans le secteur 7.

## Population
| Année | Population |
| ----- | ---------- |
| 1963  | 241        |
| 1975  | 194        |
| 1985  | 208        |
| 1996  | 208        |
| 2004  | 241        |

,